# نیژنیه ایشکارتی
نیژنیه ایشکارتی (به لاتین: Nizhneye Ishkarty) یک منطقهٔ مسکونی در روسیه است که در داغستان واقع شده‌است.